# Foreach循环
Foreach 循环（foreach loop）是计算机编程语言中的一种控制流程语句，通常用来循环遍历数组或集合中的元素。

## 程序示例

### C#
以下代码用于循环打印名称为myArray的整型数组中的每个元素。
```
foreach
 
(
int
 
x
 
in
 
myArray
)

{

  
Console
.
WriteLine
(
x
);

}

```

C#不允许在foreach循环中改变数组或集合中元素的值（注：成员的值不受影响），如以下代码将无法通过编译。
```
foreach
 
(
int
 
x
 
in
 
myArray
)

{

  
x
++
;
 
//错误代码，因为改变了元素的值

  
Console
.
WriteLine
(
x
);

}

```

如果要让自定义的数据类型支持foreach循环，则该类型必须实现IEnumerable<T>接口，且存在对应此列表的IEnumerator<T>实现。
实际上，在.Net的底层（IL语言层面）而言，
```
foreach
 
(
var
 
x
 
in
 
list
)
 
// x的类型为T

{
 

  
...

}

```

等价于如下代码：
```
using
 
(
var
 
iterator
 
=
 
list
.
GetEnumerator
())
 
// iterator的类型为IEnumerator<T>

{

  
while
 
(
 
iterator
.
MoveNext
()
 
)
 

  
{

    
var
 
x
 
=
 
iterator
.
Current
();

    
...
 
// 本段代码中禁止修改x的值——编译器会报错

  
}

}

```

它只是为了让用户更加易于使用的等价描述形式。

### Java
Java语言从JDK 1.5.0开始引入foreach循环。
以下代码用于循环打印myArray数组中的每个元素，java中的foreach循环使用for关键字，而非foreach。
```
for
 
(
int
 
x
 
:
 
myArray
){

  
System
.
out
.
println
(
x
);

}

```

与C#不同的是，Java中运行以下代码不会编译出错，但是实际数组中的元素不会被修改。
```
for
 
(
int
 
x
 
:
 
myArray
){

  
x
++
;
 

 
System
.
out
.
println
(
x
);

}

```

### C++
C++11擴展for的用法，增加了foreach功能，語法和Java一樣。
```
for
 
(
int
 
x
 
:
 
myArray
){

  
cout
 
<<
 
x
 
<<
 
endl
;

}

```

同時也有C++求值策略的功能，可以傳參考。
```
for
 
(
int
&
 
x
 
:
 
myArray
){

  
x
 
=
 
x
 
*
 
x
;

}

for
 
(
int
 
x
 
:
 
myArray
){

  
cout
 
<<
 
x
 
<<
 
endl
;

}

```